# Jindřich Šoltys
Jindřich Šoltys (12. ledna 1902 Praha – 20. července 1970), přezdívaný „Spací vagón“, byl český fotbalista, útočník hrající na pozici tzv. spojky, československý reprezentant.

## Sportovní kariéra
Hrál za Slavii Praha a získal s ní čtyři mistrovské tituly – roku 1925, 1929, 1930 a 1931. Ve Slávii vyrůstal s Čapkem a zprvu ve svých 18 letech hrál za její rezervu. V prvním týmu vytvořil silnou středovou trojici ve složení Šoltys – Silný – Puč.
Za československou reprezentaci odehrál v letech 1925–1931 dvanáct utkání a vstřelil 6 branek.
Sportovní novinář a historik Zdeněk Šálek o něm v encyklopedii Slavné nohy napsal: „Chladnokrevný, rozvážný hráč, připravující střelecké šance, stratég, výborný technik.“